# Conclave d'octobre 1590
Le conclave d'octobre 1590 conduit à la désignation comme pape de Niccolò Sfondrati, qui choisit comme nom Grégoire XIV, le 5 décembre 1590. Le conclave s'ouvre après le décès du pape Urbain VII, mort la malaria le 27 septembre 1590, au terme d'un pontificat n'ayant duré que 12 jours.
Le conclave est marqué par l'ingérence de Philippe II, le fils de Charles Quint, qui était à l'époque roi d'Espagne et du Portugal, ainsi que de leurs possessions, mais également roi de Naples, duc de Milan et souverain des Pays-Bas espagnols. Philippe II communique aux cardinaux le soutenant deux listes : la première contenait 7 noms qu'il suggérait et la deuxième contenait 30 noms qu'il désapprouvait.